# عباس یمینی شریف
عبّاس یمینی شریف (۱۲۹۸–۱۳۶۸) آموزگار، مدیر مدرسه، شاعر و نویسنده ایرانی ادبیات کودکان بود.
او دانش‌آموخته مدرسه دارالفنون و موسس مدرسه روش نو هست که به دبیرستان دخترانه نور تغییر نام پیدا کرده‌است.

## زندگی
عبّاس یمینی شریف در اول خرداد سال ۱۲۹۸ ش در محله پامنار تهران به دنیا آمد. دوران کودکی و نوجوانی او در محله یادشده فوق گذشت. در سال ۱۳۱۷ در دانشسرای مقدماتی به تحصیل پرداخت. در سال ۱۳۲۱ اولین شعرش برای کودکان در مجله «نونهالان» منتشر شد.
در سال ۱۳۲۳ با ابراهیم بنی‌احمد مجلهٔ بازی کودکان را منتشر کرد. در سال ۱۳۲۴ اشعار او در کتاب‌های درسی دوره ابتدایی ایران وارد شد. در سال ۱۳۲۸ به مدیریت مجلات دانش آموز و سازمان جوانان شیر و خورشید سرخ منصوب گردید.
در سال ۱۳۳۲ یمینی شریف با بورس دولتی به آمریکا اعزام شد و یک سال در دانشگاه کلمبیا به تحصیل دوره تخصصی در آموزش کودکان پرداخت و درجه فوق لیسانس دریافت کرد.
در سال ۱۳۳۴ دبستان روش نو را با همسرش توران مقومی پایه گذاشت که بعدها با گسترش فعالیت به مجموعهٔ آموزشی از کودکستان تا پایان دوره راهنمایی تبدیل شد. آنان تا سال ۱۳۵۸ آن مؤسسه را اداره کردند.روزنامه جام جم
در دی ماه سال ۱۳۳۵ به پیشنهاد جعفر بدیعی اولین شماره مجله کیهان بچه‌ها از طرف مؤسسه کیهان انتشار یافت. جعفر بدیعی سردبیر و عباس یمینی شریف مشاور این نشریه بودند. جعفر بدیعی بعدها به عنوان صاحب امتیاز و عباس یمینی شریف به عنوان مدیر مجله معرفی شدند. آنان تا سال ۱۳۵۸ با مؤسسه کیهان همکاری داشتند.

## فعالیت‌های آموزشی

مدرسه روش نو

یمینی شریف در تیرماه سال ۱۳۳۴ با کمک همسرش توران دخت مقومی تهرانی مجوز تأسیس دبستان پسرانه روش نو را از وزارت فرهنگ اخذ کرد.
کتاب کلاس اول ابتدایی تألیف او به کتاب «دارا و آذر» معروف است و سال‌ها اولین کتاب آموزشی کودکان ایران بود. همچنین او به نگارش کتاب سوادآموزی به بزرگ‌سالان برای کلاس‌های پیکار با بی‌سوادی نیز پرداخت.
عباس یمینی شریف از بنیان‌گذاران شورای کتاب کودک نیز بود. بیش از سی اثر شعر و داستان او در دوران حیاتش به انتشار رسید و برنده جوایز متعدد در ادبیات کودکان شد.
انتشارات روش نو توسط عباس يمينی شريف در سال ۱۳۵۸ در تهران تاسيس شد. در زمان حيات او آخرین كتابهای عباس يمينی شريف توسط روش نو به چاپ رسيد. بعد از او همسرش توراندخت مقومی تهراني فعاليت انتشارات را ادامه داد و كتابهای جديد و ناياب يميني شريف را منتشر نمود. روش نو  كليه اثار يميني شريف را به چاپ می رساند

## سال‌شمار زندگی
۱۲۹۸- تولد در محله پامنار تهران، اول خردادماه.
۱۳۰۳- عزیمت به دهکدهٔ دربند به‌همراه خانواده در پنج‌سالگی. شروع به تحصیلات مقدماتی در مکتب‌خانه روستا.
۱۳۰۸- آشنایی با فرخی یزدی به‌واسطه خواندن اشعار وی برای آوازه‌خوان بی‌سواد روستا.
۱۳۱۲- آغاز سرودن اشعار با بهره‌گیری از اندوخته‌های مکتب و مدرسه.
۱۳۱۴- اخذ تصدیق شش‌ساله ابتدایی از دبستان دولتی تجریش.
۱۳۱۷- اخذ مدرک دوره اول متوسطه از دبیرستان دارالفنون تهران. ورود به دانش‌سرای مقدماتی تهران در نوزده‌سالگی. آشنایی با ادبیات کودکان جهان پس از ورود به کتاب‌خانه دانش‌سرا. شروع به مطالعه و ترجمه کتب مرتبط با کودکان.
۱۳۱۹- اخذ گواهی‌نامه از دانش‌سرای مقدماتی.
۱۳۲۱- اولین شعرش برای کودکان در مجله‌ نونهالان منتشر شد.
۱۳۲۴- اشعار او در کتاب‌های درسی دوره ابتدائی ایران وارد شد. یمینی شریف در سال ۱۳۲۸ به مدیریت مجلات دانش آموز درآمد.
۱۳۳۲- با بورس دولتی به امریکا اعزام شد و یک سال در دانشگاه کلمبیا به تحصیل دوره تخصصی در آموزش کودکان پرداخت و درجه فوق لیسانس دریافت کرد.
۱۳۳۴- دبستان روش نو را با همسرش توران مقومی پایه گذاشت که بعدها با گسترش فعالیت به مجموعه آموزشی از کودکستان تا پایان دوره راهنمائی تبدیل شد.
۱۳۳۵- به پیشنهاد عباس یمینی‌ شریف و جعفر بدیعی اولین شماره مجله کیهان بچه‌‌ها از طرف مؤسسه کیهان انتشار یافت. جعفر بدیعی صاحب امتیاز و یمینی شریف سردبیر این نشریه انتشار آن را تا سال ۱۳۵۸ ادامه دادند.
کتاب کلاس اول ابتدائی تألیف او به کتاب «دارا و آذر» معروف است و سال‌ها اولین کتاب آموزشی کودکان ایران بود. همچنین او به نگارش کتاب سواد آموزی به بزرگسالان برای کلاس‌های پیکار با بیسوادی نیز پرداخت.
وی از بنیانگزاران شورای کتاب کودک نیز بود. بیش از 30 اثر شعر و داستان او در دوران حیاتش به انتشار رسید و برنده جوایز متعدد در ادبیات کودکان شد.
1368- در 28 آذر سال به سبب بیماری درگذشت.

## نمونه اشعار
| ما گل‌های خندانیم   |  | فرزندان ایرانیم    |
| ما سرزمین خود را   |  | مانند جان می‌دانیم  |
| ما باید دانا باشیم |  | هشیار و بینا باشیم |
| از بهر حفظ ایران   |  | باید توانا باشیم   |
| آباد باش ای ایران  |  | آزاد باش ای ایران  |
| از ما فرزندان خود  |  | دل‌شاد باش ای ایران |

| من یار مهربانم  |  | دانا و خوش زبانم  |
| گویم سخن فراوان |  | با آنکه بی زبانم  |
| پندت دهم فراوان |  | من یار پند دانم   |
| من دوستی هنرمند |  | با سود و بی زیانم |
| از من مباش غافل |  | من یار مهربانم    |

## کتابشناسی
آثار یمینی شریف در دسته‌های مختلف شعر، داستان برای کودکان و کتاب‌های برای همه رده‌های سنی قابل دسته بندی است:
- فری به آسمان می‌رود (حکایت منظوم) / 1324
- آواز فرشتگان (مجموعه شعر) / 1325
- قصه‌های شیرین (حکایت منظوم) / 1326
- گربه‌های شیپورزن (حکایت منظوم) / 1328
- گلهای گویا (مجموعه شعر) / 1350
- باغ نغمه‌ها (شعر برای نوجوانان) / 1350
- آه ایران عزیز (شعر بلند) / 1353
- آوای نوگلان (مجموعه شعر) / 1355
- در میان ابرها
- خر و خرکچی
- جدال در پرتگاه توچال
- دو کدخدا
- دنیا گردی جمشید و مهشید
- شهر ناپدیدان (داستان برای نوجوانان)

### آثار برای کودکان
- باغ دوستی
- پلنگ یکه‌تاز
- شعر با الفبا
- سیاهک و سفیدک
- خانه بابا علی
- دنیای زیبا
- آواز سوسک
- سرود گلها
- پرندگان شاد
- بهار شد
- پرویز و آیینه

### آثار به چاپ رسیده برای تمام گروه‌های سنی
- نیم قرن در باغ شعر کودکان (خاطرات)
- کتاب فارسی، زبان ایران (برای نوآموزان خارج از کشور که به زبان انگلیسی آشنایی دارند)
- همسایه عجیب

### آثار ترجمه
- جزیره مرجان
- بیژن و شیر